# Anzio Waterpolis
L'Anzio Waterpolis (già Latina Pallanuoto fino al marzo 2021) è una società pallanuotistica di Anzio. Milita nel campionato di Serie A2

## Storia
Con la denominazione di Latina Pallanuoto, dopo molti anni trascorsi nelle serie minori ha ottenuto una doppia promozione nel 2002 dalla C alla A2. Al termine di quattro anni di A2, nella stagione 2007-2008 la società è promossa in Serie A1, dove resterà per tre anni arrivando a giocarsi i playoff scudetto nel 2011, trascinata dal centroboa Alessandro Calcaterra che ottenne il titolo di capocannoniere della regular season. Sempre nel 2011, tuttavia, la squadra rinuncia all'iscrizione in Serie A1 e riparte dalla Serie C. Nel 2020, a seguito della vittoria del campionato di Serie A2, ritorna in massima serie. Nel 2023 perde la finale playout contro la Rari Nantes Salerno e retrocede in Serie A2.

## Rosa 2024-2025
| N° |                   | Ruolo | Giocatore            |
| -- | ----------------- | ----- | -------------------- |
|    | Italia (bandiera) | P     | Simone Santini       |
|    | Italia (bandiera) | P     | Lorenzo Paglia       |
|    | Italia (bandiera) | P     | [[]]                 |
|    | Italia (bandiera) | D     | Luca Di Rocco        |
|    | Italia (bandiera) | D     | Alessio Castaldi     |
|    | Italia (bandiera) | D     | Andrea Musco         |
|    | Italia (bandiera) | D     | Cristiano Campolongo |

| N° |                   | Ruolo | Giocatore            |
| -- | ----------------- | ----- | -------------------- |
|    | Italia (bandiera) | A     | Parisi Daniele       |
|    | Italia (bandiera) | A     | Alessandro Mauriello |
|    | Italia (bandiera) | A     | Giovanni Barberini   |
|    | Italia (bandiera) | A     | Nicola Fratarcangeli |
|    | Italia (bandiera) | A     | Checchini Leonardo   |
|    | Italia (bandiera) | A     | Marco Ferrante       |
|    | Italia (bandiera) | CB    | Andrea Narciso       |

## Società

### Organigramma
Dal sito internet ufficiale della società.
- Presidente
Francesco Damiani
- Vice Presidente
Carmelo Sarcià
- Direttore Sportivo
Roberto De Gennaro
- Team Manager
Marco Fabio Serra
- Direttore Tecnico
Tullio Apicella

### Staff tecnico
- Tullio Apicella - Serie A2
- Cristiano Campolongo - Under 18
- Giovanni Barberini - Under 16
- Giovanni Barberini - Under 14
- Stefano Formica - Under 12
- Alessio Castaldi - Under 9